# Tetragonus catamitus
Tetragonus catamitus is een vlinder uit de familie van de Callidulidae. De wetenschappelijke naam van de soort is voor het eerst geldig gepubliceerd in 1832 door Geyer.